# Meromacrus matilda
Meromacrus matilda är en tvåvingeart som beskrevs av Hull 1949. Meromacrus matilda ingår i släktet Meromacrus och familjen blomflugor.
Artens utbredningsområde är Peru. Inga underarter finns listade i Catalogue of Life.